# Dionizy Piątkowski
Dionizy Piątkowski (ur. 1 kwietnia 1954 w Wirach) – dziennikarz i krytyk muzyczny, promotor jazzu oraz organizator koncertów i festiwali. 

## Życiorys
Absolwent etnografii i dziennikarstwa na Uniwersytecie im. Adama Mickiewicza w Poznaniu (UAM), a także absolwent kursu Jazz & Black Music w UCLA. 
Autor kilku tysięcy artykułów w prasie krajowej i zagranicznej; producent płyt i koncertów, autor programów telewizyjnych ("Black & White") oraz radiowych (Radio Merkury, Radio Jazz / 88,4). Autor pierwszej polskiej "Encyklopedii Muzyki Rozrywkowej - JAZZ", monografii "Czas Komedy" oraz książek "Nie tylko muzyka", "Blues, Punk, Disco", "Era Jazzu". Pomysłodawca i dyrektor festiwali Poznań Jazz Fair oraz cyklu koncertowego Era Jazzu.

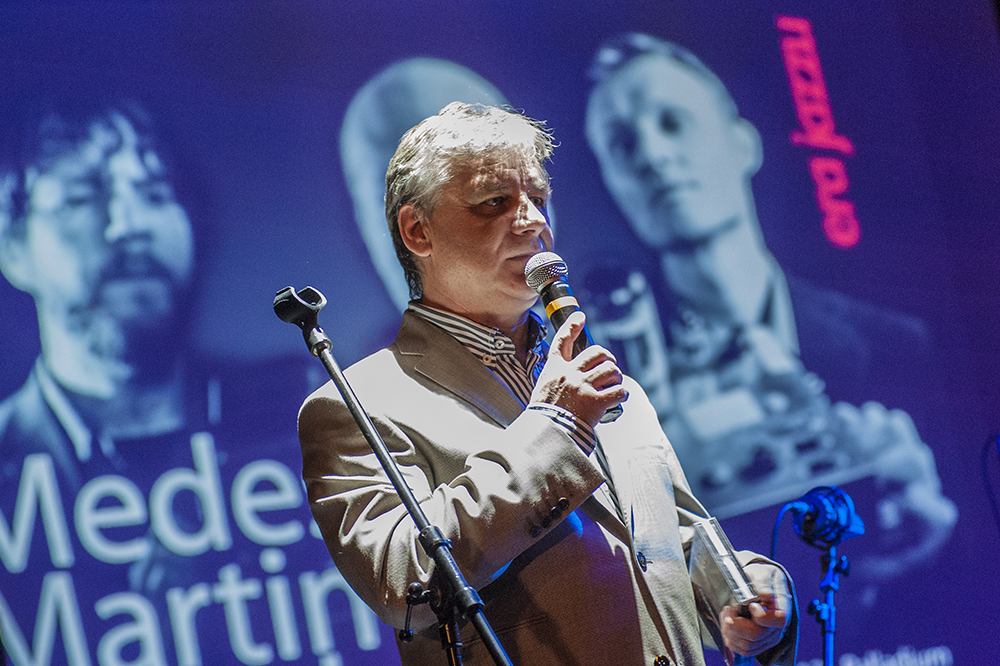
Dionizy Piątkowski zapowiada występ amerykańskiego tria Medeski,Martin&Wood w warszawskim teatrze Palladium w kwietniu 2012.